# فرحناز فروتن
فرحناز فروتن (زادهٔ ۱۹۹۲) روزنامه‌نگار و فعال حقوق زنان اهل افغانستان است. او در زمان رژیم مجاهدین به همراه خانواده اش به ایران نقل مکان کرد. فرحناز در سال ۲۰۰۱ به افغانستان بازگشت، اما در سال ۲۰۲۰ پس از قرار گرفتن در فهرست ترور طالبان به فرانسه پناهنده شد.

## زندگی شخصی
در سال ۱۹۹۶، زمانی که فرحناز سه ساله بود و طالبان به شهر زادگاهش، کابل رسیدند، او و خانواده اش به دلیل جنگ داخلی در افغانستان به ایران مهاجرت کردند. فرحناز و خواهرانش به دلیل مهاجرت یا پناهندگی از تحصیل محروم شدند. او سرانجام توانست مدرسه را از صنف اول تا چهارم در یک مکتب خصوصی با منابع بسیار محدود ادامه دهد.

## فعالیت حرفه‌ای
فرحناز فروتن بین سال‌های ۲۰۱۲ تا ۲۰۲۰ در سه ایستگاه اصلی پخش تلویزیونی در افغانستان از جمله شبکه تلویزیونی آریانا کار می‌کرد.او مجری برنامه‌های مهمی برای طلوع نیوز و گفتگوی ویژه و برنامه هفتگی مناظره کابل برای تلویزیون یک بوده است.
فرحناز به سراسر کشور و خارج از افغانستان سفر کرده است تا از داستان‌های مربوط به افغانستان گزارش تهیه کند، از جمله گزارش‌هایی از ولسوالی سنگین هلمند درست زمانی که این منطقه یک منطقه جنگی خطرناک تحت کنترل طالبان بود. شجاعت او توسط بسم‌الله خان محمدی، رهبر تیم، پس از آن که از دستور او برای عقب ماندن سرپیچی کرد مورد تحسین قرار گرفت.
او با تهیه یک مستند تحقیقی در مورد زندگی زندانیان طالبان که روند فکری و منطقی آنها را برای نه فقط نیروهای افغان و بین‌المللی، بلکه عموم مردم در افغانستان تجزیه و تحلیل می‌کرد، به شهرت رسید.
در سال‌های ۲۰۱۹ و ۲۰۲۰، فرحناز یک کمپین در رسانه‌های اجتماعی به راه انداخت و در تلاش برای جلوگیری از استفاده طالبان از روند صلح افغانستان برای لغو آزادی‌هایی که از زمان سقوط طالبان به دست آمده بود، به سراسر کشور سفر و شهادت‌های زنان را جمع‌آوری کرد. از این شهادت‌ها برای لابی کردن رهبران افغان، دیپلمات‌های خارجی و گروه‌های جامعه مدنی استفاده شد و کمپین فرحناز از حمایت زنان سازمان ملل در افغانستان برخوردار بود. در سال ۲۰۱۹، «نیویورک تایمز» گزارش داد که کمپین رسانه‌های اجتماعی او، معروف به #myredline، «از زنان می‌خواهد که برای دفاع از حقوق خود استادگی کنند».در ۴ آوریل ۲۰۱۹، «رویترز» گزارش داد که او «با اعلام این که قلم او، نماد حرفه اش، خط قرمز او بود، این جنبش را راه اندازی کرد.» در ۲۱ آوریل ۲۰۱۹، فرحناز به «خبرگزاری فرانسه» گفت که رئیس‌جمهور اشرف غنی توییت کرده است که حقوق زنان «خط قرمز» در روند صلح است.
فرحناز در ۲۴ ژوئیه ۲۰۱۸ یکی از سیزده زن تأثیرگذار افغانستان بود که با مریم منصف وزیر زن کانادا دیدار کرد تا در مورد چالش‌های پیش روی زنان افغانستان گفتگو کند. در سال ۲۰۱۹ او و فردوس صمیم «بنیاد تاک» را برای افزایش آگاهی از حقوق اساسی از طریق آموزش و مشارکت عمومی تأسیس کردند.
در ۹ نوامبر ۲۰۲۰، فرحناز تماسی از کمیته ایمنی خبرنگاران افغانستان دریافت کرد که به او اطلاع دادند که طبق اطلاعات سرویس‌های اطلاعاتی خارجی، او در لیست سیاه افراد طالبان قرار دارد، لیستی که «نیویورک تایمز» عنوان «لیست ترور» به آن داده است، که او را مجبور کرد به فرانسه، پناهنده شود.